# NHS Gender Identity Development Service
Het Gender Identity Development Service (GIDS), vaak in de media kortweg benoemd als de 'Tavistock-kliniek', is een nationaal opererende gezondheidskliniek in het Verenigd Koninkrijk, gespecialiseerd in kinderverpleegkunde met betrekking tot genderidentiteit, inclusief kindergenderdysforie. Het instituut is actief sinds 1989, valt onder de National Health Service (NHS) en is gehuisvest op de locatie van Tavistock and Portman NHS Foundation Trust te Londen. Het is de grootste genderkliniek ter wereld. Er is tevens een afdeling in Leeds. De kliniek kwam rond 2020 onder heftige kritiek te liggen. In de nasleep van dit zogenoemde 'Tavistock-schandaal' zal GIDS in 2024 gesloten worden.

## Geschiedenis
In september 1989 richtte Domenico Di Ceglie de Gender Identity Development Clinic voor kinderen en adolescenten op als onderdeel van de afdeling kinderpsychiatrie van het St George's Hospital. Toen de GIDS in 1989 werd geopend, kreeg het gedurende het hele jaar twee verwijzingen. In 1994 verhuisde de kliniek naar de Portman Clinic en werd onderdeel van de Tavistock and Portman NHS Foundation Trust. Deze zorginstelling leverde zorg aan patienten met seksgerelateerde problematiek (pedofilie, parafilie en ook transseksualiteit). 
In het begin was het werk grotendeels gebaseerd op psychotherapie, omdat de andere seksuele problemen die behandeld werden bij de Portman kliniek ook zorg kregen die uitging van voornamelijk psychische problematiek. Di Ceglie zei destijds over de uitkomsten dat ongeveer 5% "zich inzetten voor een verandering van geslacht" en dat 60% tot 70% homoseksueel is opgegroeid. Er ontstond een frictie tussen de Portman-afdeling en de Tavistock afdeling over de behandelmethode met puberteitsremmers en hormoontherapie door het Tavistock-team. De Portman-collega's ervaarden dit als problematisch en zagen liever een grondigere psychoanalyses. Al in 2002 gaven de artsen Stanley Ruszczynski, Az Hakeem en andere Portman-collega's hun kritiek in een rechtszaak over de behandelingsmethode. Het Europese Hof van Mensenrechten besloot dat transseksuelen volledige wettige erkenning moeten krijgen, inclusief het recht op huwelijk. Vanwege dit ethische standpunt werd fysieke transitie als ethisch correct gezien door de genderafdeling.
In 2000 vond er een retrospectief onderzoek plaats onder leiding van David Freeman, waarbij werd gekeken naar de gegevens van 124 patiënten die de dienst sinds de opening had gezien. Hieruit bleek dat een meerderheid van de patiënten niet doorging met een aangevangen transitie en dat niet voorspeld kon worden welke patiënten dat zouden zijn. Uit de controle bleek dat het zeer zelden (2,5% van de steekproef) voorkwam dat naar GIDS verwezen jongeren geen bijkomende problemen hadden. 70% had meer dan vijf "bijbehorende kenmerken". Veelvoorkomende problemen hielden verband met relaties, familie en stemming.
Al in 2005 kreeg ook verpleegkundige Sue Evans twijfel of de behandelmethodes van de kliniek wel correct waren. Ze kreeg hierin bijval van dr. Az Hakeem, maar hun opmerkingen werden verder genegeerd.

### Intreding van de genderbevestigende zorg
In 2009 nam dr Polly Carmichael de leiding over van dr Domenico Di Ceglie. Met die wijziging van leiderschap kwam er in de kliniek een vorm van zorg waarmee al ervaring was opgedaan in Nederland en de Verenigde Staten. Dit genderbevestigende zorgsysteem staat bekend als het Dutch protocol. In plaats van enkel psychotherapie werden er nu voornamelijk puberteitsremmers en hormoontherapie voorgeschreven als eertste lijnshulp.
Sue Evans kreeg ernstige bedenkingen bij de rol en invloed van de transgenderbelangenorganisatie Mermaids. Polly Carmichael was een groot voorstander van een zeer actieve rol voor deze belangenvereniging. Hierdoor ontstond er op de werkvloer druk richting het genderbevestigende zorg-model en werd kritische toetsing van de patienten als een vorm van gatekeeping ervaren. De zorgmedewerkers voelden zich onderdrukt en volgden de wens van Mermaids. Sue Evans en haar man Marcus Evans namen een paar jaar na het aantreden van Carmichael als directrice ontslag bij de kliniek uit onvrede over de koers van de kliniek, maar zouden later een grote rol spelen in naar voren brengen van misstanden die zij hadden ervaren bij het instituut. Dr. Az Hakeem werkte van 2000 tot 2012 als psychotherapeut bij GIDS en kreeg zorgen over het gewijzigde beleid. In 2010 publiceerde hij het artikel Deconstructing Gender in Trans-Gender Identities, waarin hij psychotherapie voorstelt in plaats van genderbevestigende zorg. Hij was, samen met Kenneth Zucker in Canada, daarmee een van de eerste die zich publiekelijk uitte over mogelijke keerzijden die de gehanteerde behandelmethodes tot gevolg zouden hebben. Hij publiceerde hierover later nog twee boeken.
In 2010-2011 verlaagde de GIDS de leeftijd waarop puberteitsremmers konden worden voorgeschreven van 15 naar 10 jaar, nadat ze te maken kregen met druk van activisten en van mensen die anders naar Amerika of Nederland zouden moeten reizen om het medicijn te verkrijgen.
In 2012 werd de dienst uitgebreid naar een bijlocatie in Leeds. In 2013 werd ook endocriene ondersteuning verleend aan het Leeds Children's Hospital op de locatie Leeds General Infirmary.
De zorgvraag nam met de jaren sterk toe. In 2009-2010 werden er 77 patiënten verwezen naar GIDS. In 2015-2016 was dit reeds bijna verachttienvoudigd tot 1.361 en in 2017-2018 liep dit op tot 2.444.
Om de grote wachtlijsten weg te werken, wordt stapsgewijs de therapie afgeschaald tot het op een gegeven moment helemaal niet meer gebeurt. Er is dan alleen een intake en er worden gemiddeld drie gesprekken gevoerd om tot een diagnose te komen en de patienten krijgen dan medicatie. Dit was niet in overeenstemming met het oorspronkelijke werkprotocol en de richtlijn in het Dutch protocol waarop de behandelwijze was gebaseerd. Het was in de psychische hulpverlening gebruikelijk dat een zorgverlener een dossier had van ongeveer 20-30 personen. Vanwege de verkorte methode liep dit bij de Tavistock-kliniek op tot meer dan 100 patienten per zorgverlener. De invloed van Mermaids nam tevens toenemend toe en indien werknemers niet meegingen in de wens van Mermaids, volgde er adviezen van Mermaids aan de leidinggevenden om deze werknemers toe te spreken. Uiteindelijk ontstond er daardoor een systeem dat vrijwel elke patient puberteitsremmers kreeg voorgeschreven of, indien deze dichtbij de 18 jaar was, een verwijzing kreeg naar een kliniek voor volwassenen waar ze in hormoontherapie konden ter voorbereiding om een geslachtsaanpassende operatie.

### Het Tavistock-schandaal
GIDS kwam onder toenemende kritiek te liggen, in de media kwam dit bekend te staan als het Tavistock-schandaal. Er zou sprake zijn van gebrekkige nazorg, ontbrekende statistiek en te onzorgvuldige beslissingen in het transitieproces bij een groot aantal minderjarigen. Men wist niet hoeveel kinderen men op puberteitsremmers hadden gezet, er was geen onderzoek gedaan naar mensen met spijt van hun transitie en dit werd zelfs tegengewerkt. Intern was er een zware onderdrukkende cultuur die kritisch tegengeluid onderdrukte. Personeel dat zich uitsprak werd tot zondebok gemaakt, hetgeen tot ontslag kon leiden. Kritiek werd aangehoord, maar er volgden geen wijzigingen die het beleid verbeterden.
Meer en meer medewerkers begonnen zich zorgen te maken. Senior klinisch psycholoog Dr. Anna Hutchison besprak haar zorgen met psychiater David Bell en hierna ging Bell in gesprek met nog een tiental werknemers en legde een dossier aan. Hij leverde dit intern aan het bestuur van het instituut, maar dit werd niet welkom ontvangen en de zorgen die in het rapport stonden opgesomd werden niet opgevolgd met een wijziging in het beleid. Omdat Bell het als zijn verantwoordelijkheid zag om dit aan de kaak te stellen, publiceerde hij vervolgens een kritisch rapport publiekelijk en werd daarmee klokkenluider.
Het actualiteitsprogramma Newsnight van de BBC startte hierop een uitgebreid onderzoek en bracht misstanden bij de kliniek naar voren in een serie uitzendingen. Dr. Michael Biggs kwam naar voren die via een Brits WOB-verzoek data kreeg en deze ging onderzoeken. In 2019 publiceerde Biggs hierover een kritische analyse over de wetenschappelijke gebrekkigheid van het werkprotocol. De service kwam in de navolgende jaren onder hevige kritiek te liggen en meer media schonken aandacht aan de misstanden. Het leidde er ook toe dat journalisten na onderzoek publiceerden over de werkmethoden van de kliniek. Er zou sprake zijn van gebrekkige nazorg, ontbrekende statistiek en te onzorgvuldige beslissingen in het transitieproces bij een groot aantal minderjarigen.
Door oud-werknemer Sue Evans werd een rechtszaak aangespannen. Evans werd daarbij als aanklager vervangen door ex-patiënt Quinsy Bell, de rechtszaak staat bekend onder de naam Bell v Tavistock. Insteek was de vraag of genderdysfore kinderen verstandelijk ver genoeg ontwikkeld zijn om geïnformeerde toestemming te kunnen geven over het gebruik van puberteitsremmers.

### Rechtszaak
Een gerechtelijke uitspraak in 2020 veroordeelde het verstrekken van puberteitsremmers aan jongeren onder de 16 jaar. In de uitspraak werd erop gewezen dat jongeren in deze leeftijdsgroep nog onvoldoende inzicht hebben in de gevolgen om een goede beslissing te kunnen nemen. GIDS besloot om zijn beleid hierop aan te passen. In hoger beroep werd de uitspraak echter ongedaan gemaakt.
Naar aanleiding van het schandaal is er sinds 2022 een claim in de maak namens minstens duizend gezinnen wiens kind gebrekkige zorg is verleend.

### Sluiting
Er werd door de Britse overheid in september 2020 een onafhankelijk onderzoek naar de kliniek ingesteld. De resultaten van dit onderzoek werd bekend als het Cass report, vernoemd naar de hoofdonderzoeker Hillary Cass. In het eerste tussentijdse rapport in februari 2022 werden twijfels geuit over de kwaliteit van de geboden zorg vanwege de lange wachtlijsten, waardoor het huidige model met een enkele kliniek in de lange termijn niet houdbaar werd geacht. Ook was het lastig om het afgelegde pad van patiënten te volgen, door een gebrek aan consistente datacollectie.
In juli 2022 werd bekend dat de kliniek zou gaan sluiten en dat in plaats daarvan er regionale centra moesten komen om de zorg te spreiden. De eerste twee nieuwe klinieken kwamen in Londen en in Manchester. De sluiting van de GIDS was voorzien voor 2023 maar werd uitgesteld tot 2024. De problemen bij GIDS leidde er tevens toe dat ook het zogenaamde Dutch protocol meer onder druk kwam te staan en kritischer geanalyseerd werd.
De volledige versie van het Cass report verscheen in april 2024.